# Stadtkirche Lutherstadt Wittenberg

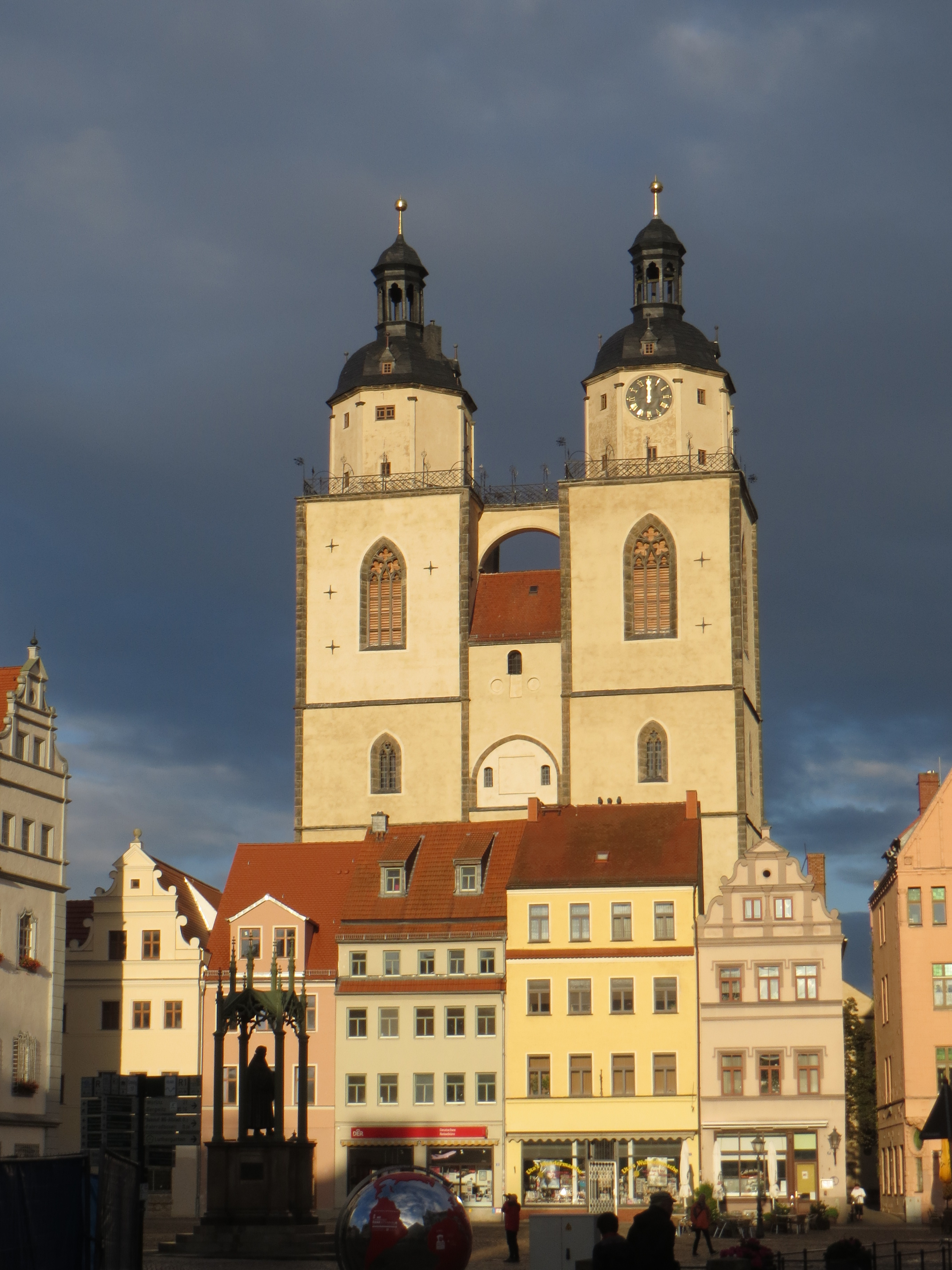
Stadtkirche vom Markt aus

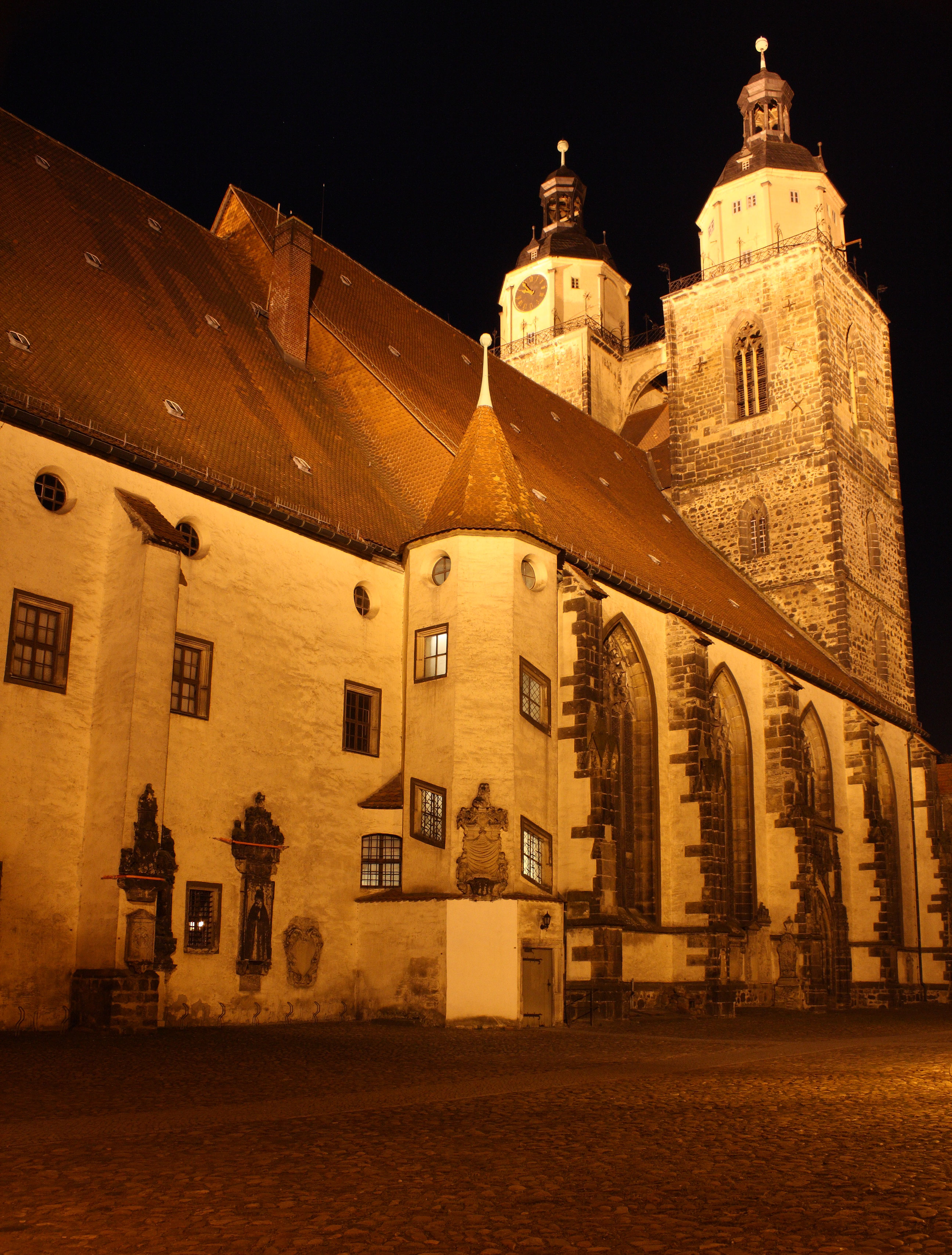
Stadtkirche bei Nacht (2010)

Die Stadt- und Pfarrkirche St. Marien in Lutherstadt Wittenberg ist als Bürgerkirche die Predigtkirche der Reformatoren Martin Luther und Johannes Bugenhagen. Hier wurde die Heilige Messe zum ersten Mal in deutscher Sprache gefeiert. Die Kirche ist damit die Mutterkirche der Reformation. Seit 1996 gehört die Stadt- und Pfarrkirche St. Marien zum UNESCO-Welterbe.

## Geschichte
1187 wurde die Pfarrkirche St. Marien erstmals urkundlich erwähnt. Ursprünglich soll es eine Holzkirche gewesen sein, die zum Bistum Brandenburg gehörte. Um 1280 entstanden der heutige Altarraum und sein südliches Seitenschiff. Zwischen 1412 und 1439 wurden das Langhaus durch die jetzt noch vorhandene dreischiffige Halle ersetzt und die Türme errichtet, die zunächst mit einer steinernen Pyramide bekrönt waren. 1522 ist während des von Andreas Bodenstein initiierten Bildersturms fast die gesamte Inneneinrichtung demoliert und entfernt worden. Martin Luther kehrte deswegen von der Wartburg zurück nach Wittenberg und hielt hier seine berühmten Invokavit-Predigten. Im Schmalkaldischen Krieg 1547 wurden die Holzpyramiden von den Türmen entfernt, um Plattformen für Kanonen zu schaffen. 1556 wurden auf den Plattformen die achteckigen Hauben aufgesetzt sowie eine Uhr und eine (bis 1945 bewohnte) Türmerwohnung errichtet. Danach erfolgte der Anbau des östlichen Giebels und der darüber liegenden Stube für die Ordinanden. 1811 wurde die Inneneinrichtung der Kirche im Stile der Neugotik nach Plänen des Baumeisters Carlo Ignazio Pozzi umgestaltet.
Eine gründliche Erneuerung schloss sich 1928 und 1980/83 an. In Vorbereitung des 2017 bevorstehenden 500-jährigen Reformationsjubiläums begannen 2010 die Arbeiten zu einer erneuten umfassenden Sanierung. Am 30. November 2014 wurde die Kirche nach den Bauarbeiten erneut geweiht. Die Sanierung der Türme ruhte etwas aus finanziellen Gründen; die Türme wurden dann aber im Sommer 2015 fertig.

## Ausstattung
In der Kirche befindet sich der von Lucas Cranach d. Ä. und seinem Sohn Lucas Cranach d. J. gemalte Altar, allgemein als „Reformations-Altar“ bezeichnet. Cranach d. Ä. konzipierte den Altar und malte den Großteil der Schauseite; Cranach d. J. malte die Tafeln der Rückseite und vervollständigte die Vorderseite. Der Altar wurde 1547 vollendet und im selben Jahr in der Kirche aufgestellt. Der Überlieferung nach weihte Johannes Bugenhagen den Altar. Die Mitteltafel der Schauseite stellt das Letzte Abendmahl dar, mit Martin Luther (als „Junker Jörg“) als einem der Jünger. Auch die Predella zeigt Luther, wie er der Wittenberger Gemeinde den Gekreuzigten predigt. In der Darstellung des Sakramentes der Taufe auf der linken Tafel hebt Philipp Melanchthon das Kind aus der Taufe. Die rechte Tafel zeigt u. a. Johannes Bugenhagen. Im Jahre 2016 wurde der Altar restauriert.

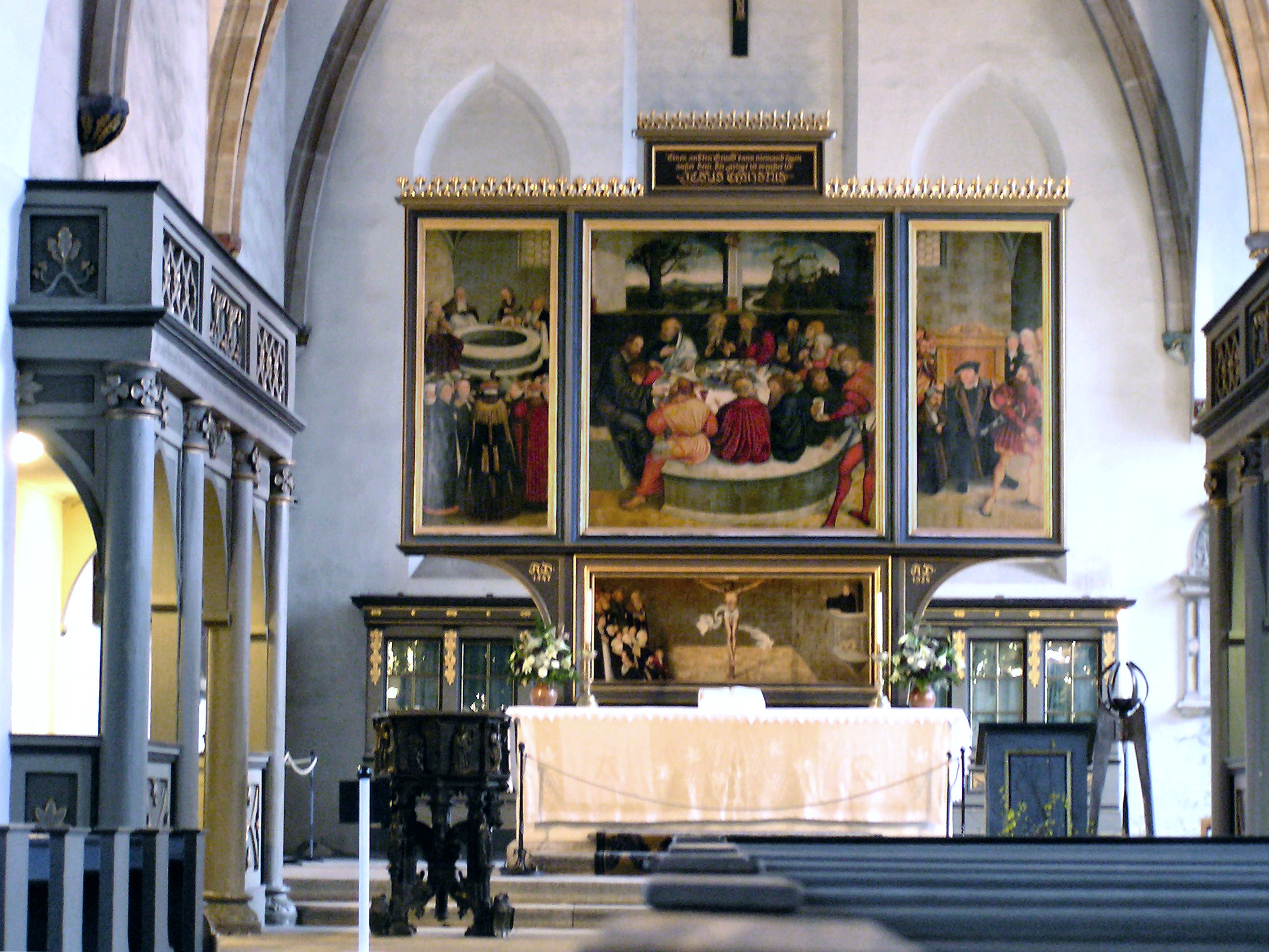
Der gesamte „Reformationsaltar“ von der Schauseite
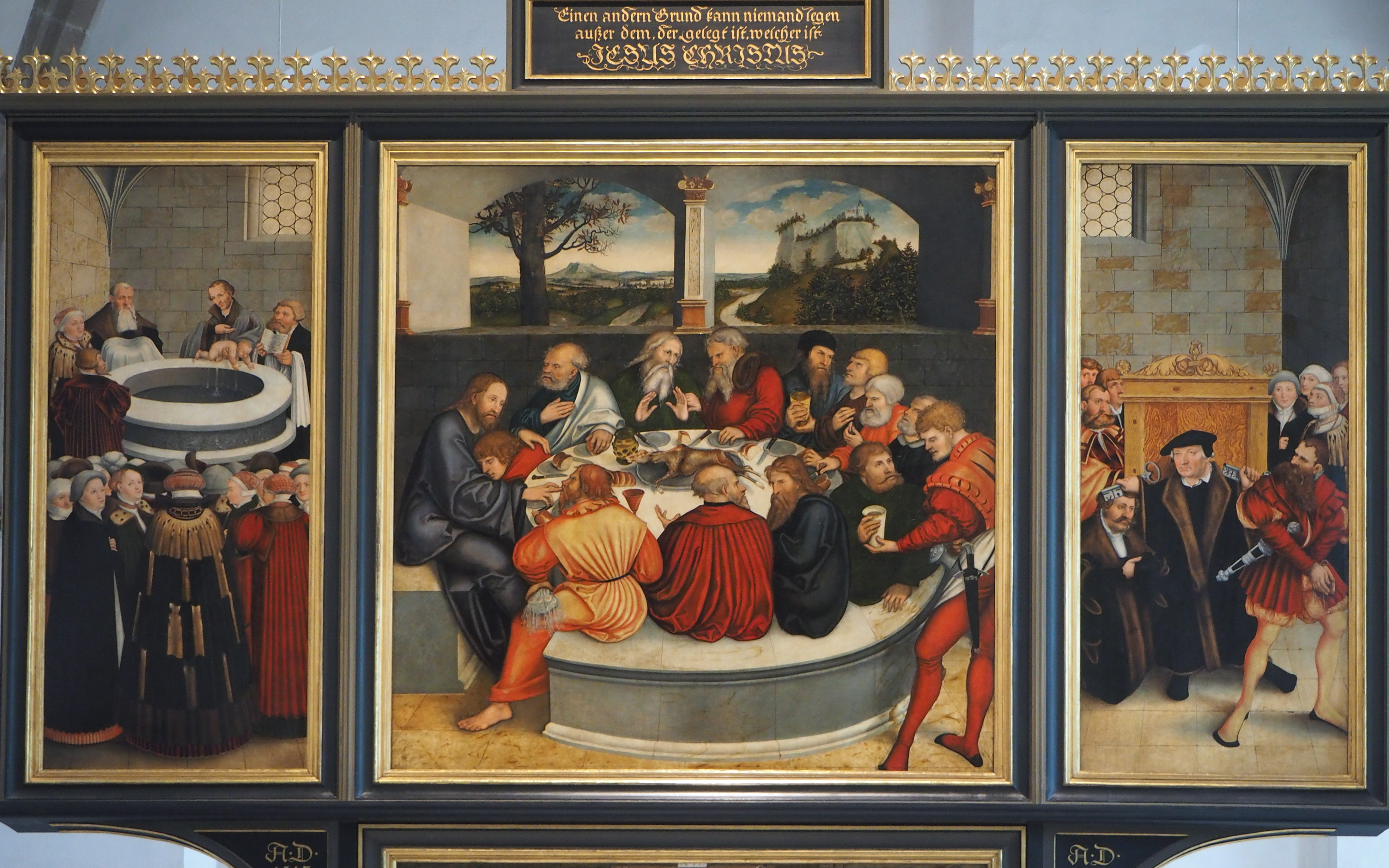
Die Tafeln der Schauseite im Detail (ohne Predella)
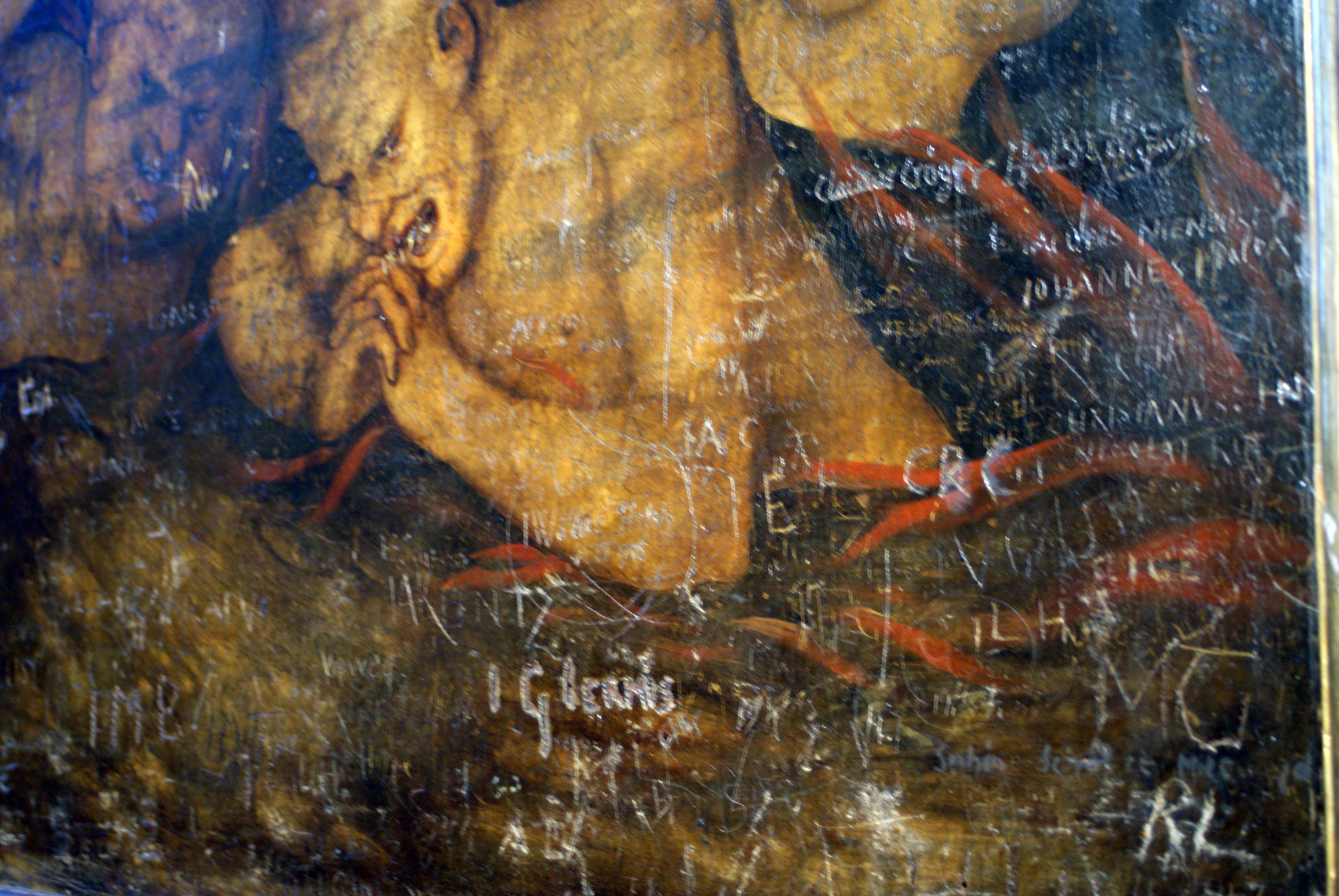
Kritzeleien auf der Rückseite des Reformationsaltars, vor der Restaurierung

Das Epitaph für Paul Eber enthält das Gemälde Die Arbeiter im Weinberg des Herrn von Lucas Cranach dem Jüngeren.
An der südlichen Außenwand sichtbar ist die aus dem Hochmittelalter datierte plastisch-bildhafte Darstellung einer zeitgenössischen „Judensau“. Dieses antijudaistische Motiv wurde im Mittelalter populär. Es „zierte“ (teilweise bis heute) öffentliche Gebäude und Kirchen und sollte damals Juden verunglimpfen und verspotten. 1988 wurde im Auftrag der Stadtkirchengemeinde unterhalb der Judensau-Darstellung eine Gedenkplatte des Bildhauers Wieland Schmiedel in den Boden eingelassen, um auf die historischen Folgen des Judenhasses aufmerksam zu machen. Das Landgericht Dessau-Roßlau entschied 2019, das Relief sei keine strafbare Beleidigung. Im Februar 2020 bestätigte das Oberlandesgericht Naumburg, dass dieses Relief erhalten bleiben darf. Das öffentlich sichtbare Vorhalten des Reliefs verwirkliche weder den objektiven Tatbestand der Beleidigung des § 185 StGB noch verletze es das allgemeine Persönlichkeitsrecht des Klägers. Zwar habe das Relief ursprünglich dazu gedient, Juden verächtlich zu machen, zu verhöhnen und herabzuwürdigen. Bei isolierter Betrachtung wäre es deshalb als Beleidigung von Juden zu werten. Unter Berücksichtigung der konkreten Umstände sei ihm ein rechtsverletzender Sinngehalt aber nicht mehr zu entnehmen. Es sei inzwischen Teil eines nach den örtlichen Verhältnissen nicht zu übersehenden Ensembles von Exponaten, die die Zielrichtung der Beklagten erkennen ließen, es als Teil einer Gedenk- und Erinnerungskultur zu erhalten. Der Informationstext auf dem Schrägaufsteller bringe unmissverständlich zum Ausdruck, dass sich die Beklagte von Judenverfolgungen, den antijudaistischen Schriften Luthers und insbesondere auch von der verhöhnenden und verspottenden Zielrichtung der „Schmähplastik“ distanziere.
Am 14. Juni 2022 wies der VI. Zivilsenat des Bundesgerichtshofes die Revision des Klägers zurück.

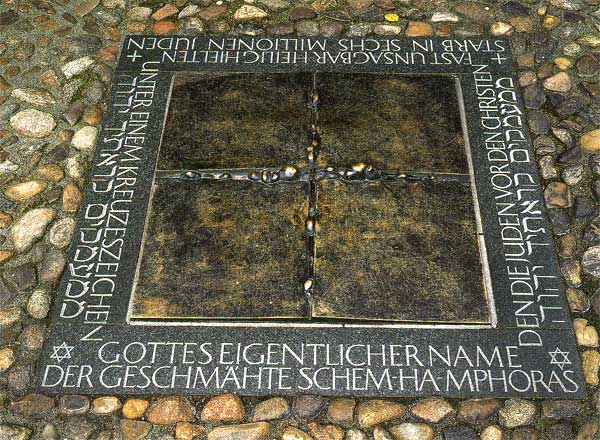
Bodenreliefplatte an der Südfassade unterhalb der „Judensau“
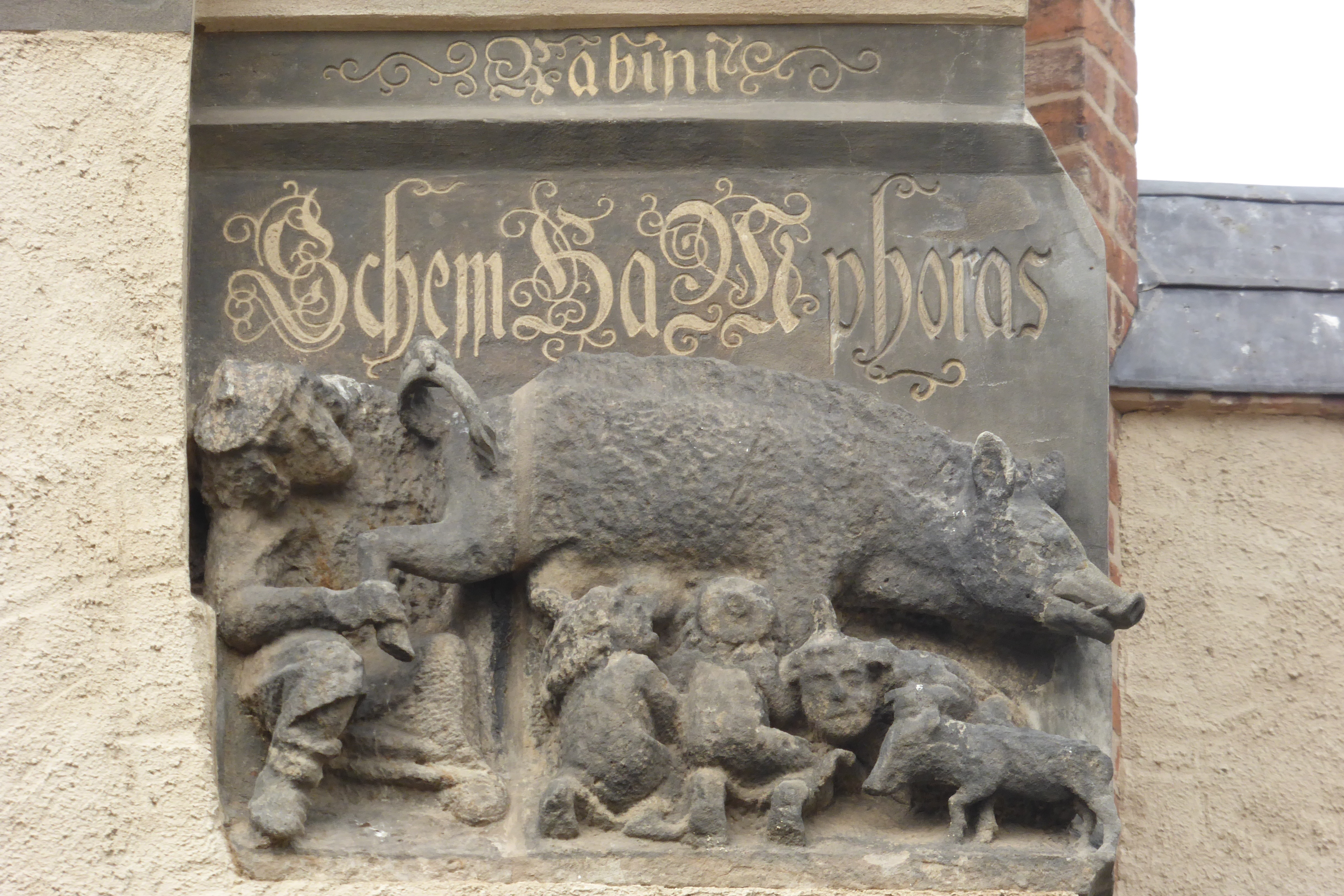
Darstellung der „Judensau“ an der Südfassade

## Orgel
Die Orgel der Stadtkirche wurde 1983 von der Orgelbaufirma Sauer (Frankfurt/Oder) erbaut. Dabei wurden Teile der vorherigen Orgeln verwendet. Das große Mittelfeld des Prospektes wurde aus der Orgel von 1811 übernommen, einige Register der Orgel von 1928 wurden ebenfalls wiederverwendet. Das Instrument hat 53, auf Schleifladen stehende Register auf drei Manualen und Pedal. Die Spieltrakturen sind mechanisch, die Registertrakturen und Koppeln elektrisch. Die Orgel verfügt über eine moderne Setzeranlage mit 4.000 Kombinationen sowie eine fest programmierte Walze.
| I Hauptwerk C–c4 |                   |        |
| 01.              | Flötenprinzipal   | 16′    |
| 02.              | Prinzipal         | 08′    |
| 03.              | Gedackt           | 08′    |
| 04.              | Spitzgambe        | 08′    |
| 05.              | Oktave            | 04′    |
| 06.              | Spitzflöte        | 04′    |
| 07.              | Quinte            | 02 ⁄3′ |
| 08.              | Oktave            | 02′    |
| 09.              | Kornett V (ab g0) |        |
| 10.              | Mixtur Nr. 1 V    |        |
| 11.              | Mixtur Nr. 2 IV   |        |
| 12.              | Trompete          | 16′    |
| 13.              | Trompete          | 08′    |

| II Positiv C–c4 |                 |       |
| 14.             | Holzgedackt     | 8′    |
| 15.             | Quintadena      | 8′    |
| 16.             | Prinzipal       | 4′    |
| 17.             | Rohrflöte       | 4′    |
| 18.             | Oktave          | 2′    |
| 19.             | Waldflöte       | 2′    |
| 20.             | Sifflöte        | 1 ⁄3′ |
| 21.             | Sesquialtera II |       |
| 22.             | Scharff IV      |       |
| 23.             | Zimbel III      |       |
| 34.             | Krummhorn       | 8′    |
|                 | Tremulant       |       |

| III Schwellwerk C–c4 |                  |         |
| 25.                  | Lieblich Gedackt | 16′     |
| 26.                  | Holzprinzipal    | 08′     |
| 27.                  | Rohrflöte        | 08′     |
| 28.                  | Salizional       | 08′     |
| 29.                  | Schwebung        | 08′     |
| 30.                  | Oktave           | 04′     |
| 31.                  | Blockflöte       | 04′     |
| 32.                  | Rohrnasat        | 02 ⁄3′  |
| 33.                  | Ital. Prinzipal  | 02′     |
| 34.                  | Terz             | 01 3⁄5′ |
| 35.                  | Oktave           | 01′     |
| 36.                  | Septquart II     |         |
| 37.                  | Mixtur V-VII     |         |
| 38.                  | Cor anglais      | 16′     |
| 39.                  | Hautbois         | 08′     |
| 40.                  | Clairon          | 04′     |
|                      | Tremulant        |         |

| Pedal C–f1 |               |         |
| 41.        | Prinzipal     | 16′     |
| 42.        | Subbaß        | 16′     |
| 43.        | Zartbaß       | 16′     |
| 44.        | Quintbaß      | 10 2⁄3′ |
| 45.        | Oktavbaß      | 08′     |
| 46.        | Gedacktbaß    | 08′     |
| 47.        | Choralbaß     | 04′     |
| 48.        | Hohlflöte     | 04′     |
| 49.        | Flachflöte    | 02′     |
| 50.        | Hintersatz IV |         |
| 51.        | Posaune       | 16′     |
| 52.        | Trompete      | 08′     |
| 53.        | Clarine       | 04′     |

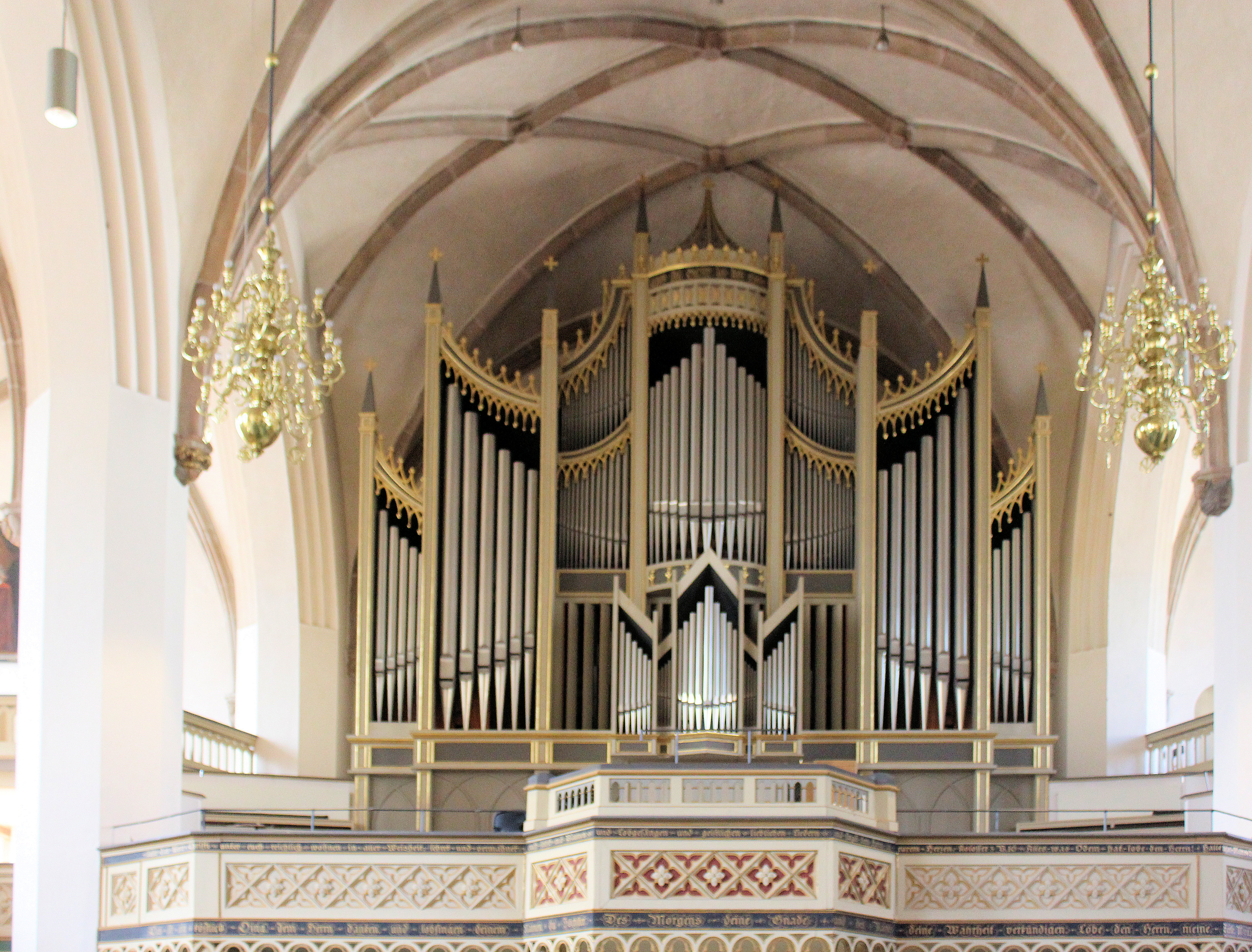
Orgel der Stadtkirche

- Koppeln: II/I, II/II (Suboktavkoppel), III/I, III/II, III/III (Superoktavkoppel), I/P, II/P, III/P

Ferner stand auf der Empore südlich des Altars eine spielfähige Chororgel, welche bei jüngsten Baumaßnahmen jedoch entfernt wurde.

## Glocken
Zu Beginn der 2000er Jahre wurde der Glockenstuhl im Südturm samt Marienglocke und Sonntagsglocke saniert. Diese Glocken wurden dabei an neue Eichenholzjoche gehängt und mit neuen Klöppeln ausgestattet. Bei dieser Gelegenheit wurde die Orate-Glocke gegossen.
| Glocke | Name                     | Gussjahr | Gießer, Gussort                        | Durchmesser | Gewicht  | Nominal (16tel) | Turm |
| ------ | ------------------------ | -------- | -------------------------------------- | ----------- | -------- | --------------- | ---- |
| 1      | Große Glocke             | 1635     | Jacob König, Erfurt                    | 2000 mm     | ~5500 kg | a0–5            | Nord |
| 2      | Sonntagsglocke           | 1583     | Hans Oleman, Magdeburg                 | 1585 mm     | ~2100 kg | cis1–2          | Süd  |
| 3      | Marienglocke, Scharnette | 1422     | unbekannt                              | 1170 mm     | ~820 kg  | fis1−8          | Süd  |
| 4      | Orate                    | 2003     | Kunst- und Glockengießerei Lauchhammer | 860 mm      | 342 kg   | h1−11           | Süd  |

## General- und Superintendenten
Von 1533 bis 1817 waren die Pfarrer der Stadtkirche zugleich Generalsuperintendenten des sächsischen Kurkreises und damit an die obersten theologischen Lehrstühle der Universität Wittenberg gebunden.
| 1. Johannes Bugenhagen (1533–1558) 2. Paul Eber (1558–1569) 3. Friedrich Widebrand (1570–1574) 4. Kaspar Eberhard (1574–1575) 5. Polycarp Leyser der Ältere (1576–1587) 6. David Voit (1587–1589) 7. Urbanus Pierius auch: Birnbaum (1590–1591) 8. Polykarp Leyser der Ältere (1593–1594) 9. Ägidius Hunnius der Ältere (1594–1603) 10. Georg Mylius (1603–1607) 11. Friedrich Balduin (1607–1627) | 1. Paul Röber (1627–1651) 2. Abraham Calov (1656–1686) 3. Balthasar Bebel (1686) 4. Caspar Löscher (1687–1718) 5. Gottlieb Wernsdorf der Ältere (1719–1729) 6. Johann Georg Abicht (1730–1740) 7. Karl Gottlob Hofmann (1740–1774) 8. Johann Friedrich Hirt (1775–1783) 9. Karl Christian Tittmann (1784–1789) 10. Karl Ludwig Nitzsch (1790–1817) |

Die Universität Wittenberg wurde 1817 nach dem Wiener Kongress mit der Universität Halle vereinigt und die Generalsuperintendentur in eine Superintendentur gewandelt. Danach folgten die Superintendenten
1. Karl Ludwig Nitzsch (1817–1831)
2. Heinrich Leonhard Heubner (1832–1853)
3. Immanuel Friedrich Emil Sander (1853–1859)
4. Karl August Schapper (1860–1866)
5. Karl Otto Bernhard Romberg (1867–1877)
6. Georg Christian Rietschel (1878–1887)
7. Carl Wilhelm Emil Quandt (1888–1908)
8. Friedrich Wilhelm Orthmann (1908–1923)
9. Maximilian Meichßner (1926–1954)
10. Gerhard Böhm (1956–1976)
11. Albrecht Steinwachs (1976–1997)
12. Holger Herfurth (1999–2002)[19][20][21]
13. Christian Beuchel (2002–2018), Hans-Jörg Heinze (2018–2019) war amtierender Superintendent, der bis zur regulären Wahl eines Nachfolgers mit der Wahrnehmung der Geschäfte beauftragt war[22]
14. Gabriele Metzner

Der Superintendent des Kirchenkreises Wittenberg ist seit 2002 nicht mehr Inhaber einer Pfarrstelle der Stadt- und Pfarrkirche „St. Marien“, dafür wurde mit Wirkung vom 1. Juli 2002 eine Kreispfarrstelle für Leitungsaufgaben des Kirchenkreises Wittenberg errichtet.
Im Zuge einer Übertragung wurde diese Kreispfarrstelle mit Wirkung vom 1. Januar 2003 erstmals besetzt. Die erste Pfarrstelle der Stadt- und Pfarrkirche „St. Marien“ ist seitdem unbesetzt. Zum Reformationsjubiläum 2017 beschloss die Synode des Kirchenkreises Wittenberg, dass eine Pfarrstelle der Schlosskirchengemeinde geschaffen wird, die in Personalunion mit dem Superintendenten verbunden ist.